# 庫迪爾科斯-瑙梅斯蒂斯

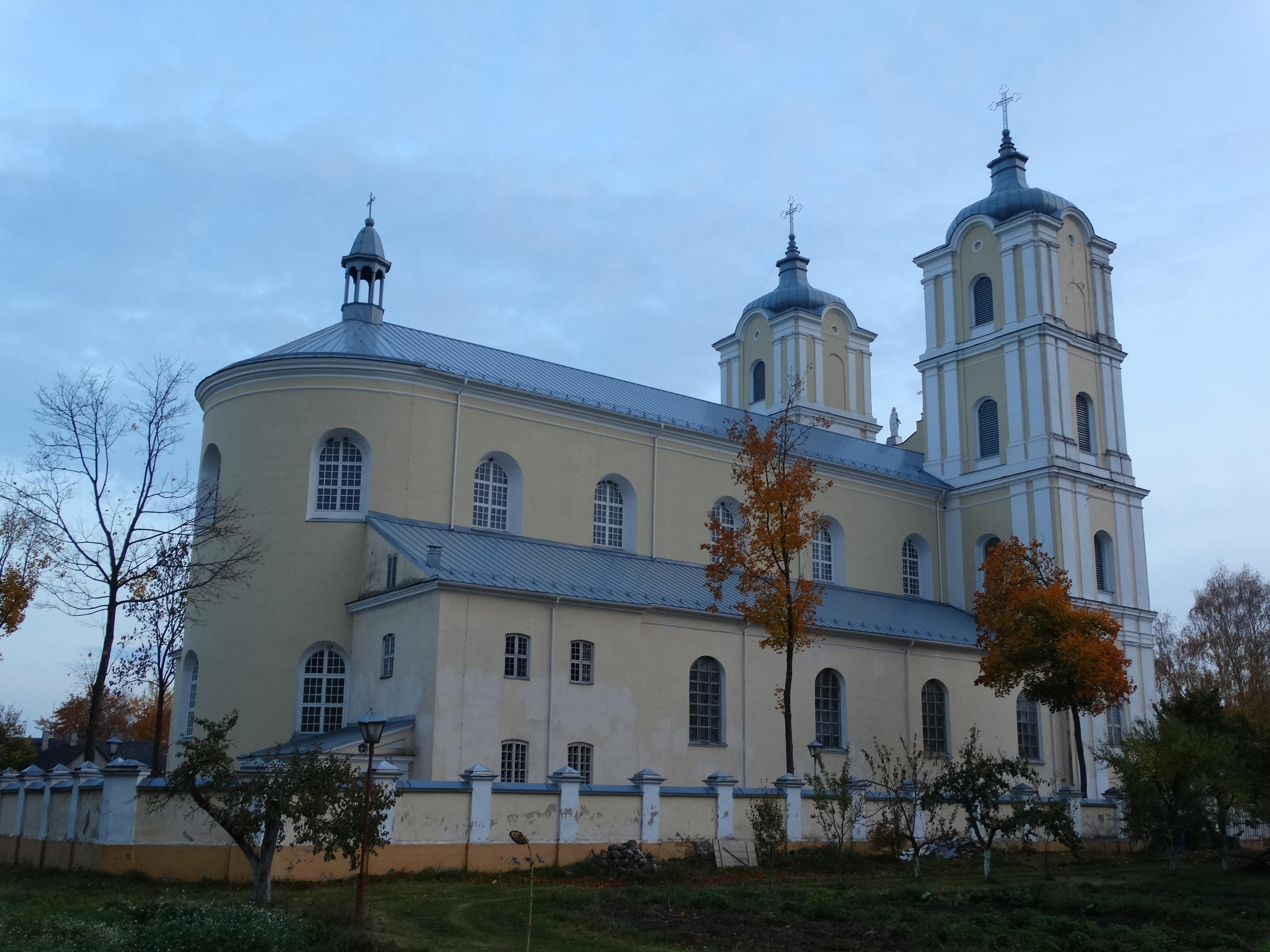

庫迪爾科斯-瑙梅斯蒂斯是立陶宛的城市，位於沙基艾西北25公里，毗鄰與俄羅斯接壤的邊境，由馬里揚泊列縣負責管轄，海拔高度52米，面積4.03平方公里，2010年人口1,911。

## 外部連結
- Jewish Encyclopedia article （页面存档备份，存于）
- Old Jewish cemetery